# Denis Bernaert
Denis Bernaert, né le 1er mai 1964 à Saint-Mandé (Val-de-Marne), est un homme politique français.
Suppléant de Marie Lebec dans la quatrième circonscription des Yvelines lors des élections législatives de 2022, il devient député le 12 février 2024, en remplacement de cette dernière nommée dans le gouvernement Attal.